# Осаулко Юрій Леонідович
Ю́́рій Леоні́́дович Осау́лко (нар. 17 лютого 1981 — пом. 20 січня 2015) — старшина Збройних Сил України, учасник російсько-української війни. Один із «кіборгів».

## Життєпис
1998 року закінчив ЗОШ села Самгородок. Проходив строкову військову службу в лавах ЗСУ. Працював електриком.
Коли Батьківщина опинилася в небезпеці, отримав повістку та без вагань 24 серпня мобілізувався до війська. Старшина роти вогневої підтримки, 90-й окремий десантний штурмовий батальйон «Житомир» 81-ї десантно-штурмової бригади. З листопада перебував у зоні бойових дій, воював за Костянтинівку, Водяне, Піски. Новий 2015-й рік провів у родинному колі.
16 січня вирушив з підрозділом в чергову ротацію до ДАП. Загинув 20 січня 2015-го у бою з російськими збройними формуваннями в новому терміналі аеропорту Донецька — після вибуху закидало завалами. Офіційно майже 4 місяці вважався зниклим безвісти.
Ідентифікований за експертизою ДНК серед загиблих, котрих вивезли з аеропорту.
21 травня 2015 року похований у селі Самгородок. В останню дорогу Юрія проводжало понад 1000 людей.
Без Юрія лишилися батьки, дружина Олена та дві доньки — Інеса 2008 р.н. і Сніжана 2011 р.н., старший брат Іван.

## Нагороди та вшанування
- Указом Президента України № 319/2015 від 9 червня 2015 року, «за особисту мужність і високий професіоналізм, виявлені у захисті державного суверенітету та територіальної цілісності України, вірність військовій присязі», нагороджений орденом «За мужність» III ступеня (посмертно)[1].
- Нагороджений нагрудним знаком «За оборону Донецького аеропорту» (посмертно).
- Нагороджений медаллю «За жертовність і любов до України» (посмертно).
- Нагороджений нагрудним знаком «Гідність та Честь» (посмертно).
- Нагороджений почесною відзнакою Козятинської міської ради — нагрудним знаком «За героїзм та патріотизм» (посмертно).
- За мужність та військову доблесть під час АТО 2014—2015 р.р. нагороджений іменною зброєю — кортиком (посмертно).
- Рішенням 2 сесії 7 скликання Самгородоцької сільської ради Козятинського району Вінницької області від 19 грудня 2015 року вулицю Колгоспну у селі Самгородок Вінницької області перейменовано на вулицю Юрія Осаулка.
- 17 січня 2016 року в селі Самгородок Козятинського району на фасаді будівлі загальноосвітньої школи (вулиця Миру, 26), де навчався Юрій Осаулко, йому відкрито меморіальну дошку.
- Рішенням Козятинської районної ради від 30 березня 2018 року нагороджений нагрудним знаком «За заслуги перед Козятинщиною» (посмертно).
- Розпорядженням голови Козятинської міської ради від 9 серпня 2016 року № 574-р нагороджений відзнакою Козятинської міської ради «За героїзм та патріотизм» (посмертно).
- Вшановується в меморіальному комплексі «Зала пам'яті», в щоденному ранковому церемоніалі 20 січня[2][3].